# Пчёлино
Пчёлино (до 1948 — Кууса, Мяаттяля, фин. Kuusa, Määttälä) — посёлок в Красносельском сельском поселении Выборгского района Ленинградской области.

## Название
Согласно постановлению общего собрания граждан зимой 1948 года деревня Ала-Кууса получила наименование Поречье. В обосновании было указано: «по географическим условиям». Через полгода название было изменено на Пчёлино, которое, вероятно, образовано от фамилии погибшего воина, сведения о котором отсутствуют.
.

## История
- Деревни Кууса и Мяаттяля на финской карте 1923 года

До 1939 года деревни Кууса и Мяаттяля входили в состав волости Муолаа Выборгской губернии Финляндской республики.
С 1 января 1940 года по 30 сентября 1948 года — в составе Алакусского сельсовета Раутовского района. 
С 1 июля 1941 года по 31 мая 1944 года — финская оккупация. 
С 1 октября 1948 года — в составе Климовского сельсовета Сосновского района.
С 1 января 1949 года учитываются административными данными как деревня Пчёлино.
В 1954 году население посёлка составляло 100 человек. В 1958 году население посёлка составляло 58 человек.
С 1 декабря 1960 года — в составе Правдинского сельсовета Рощинского района.
С 1 февраля 1963 года — в составе Выборгского района.
Согласно данным 1966 года посёлок Пчёлино входил в состав Правдинского сельсовета, административным центром которого являлась деревня Красносельское.
Согласно данным 1973 и 1990 годов посёлок Пчёлино входил в состав Красносельского сельсовета.
В 1997 году в посёлке Пчёлино Красносельской волости проживали 7 человек, в 2002 году — 40 человек (русские — 90 %).
В 2007 году в посёлке Пчёлино Красносельского СП проживали 5 человек, в 2010 году — 61 человек.

## География
Посёлок расположен в восточной части района на автодороге 41К-024 (Среднегорье — ур. Топольки).
Расстояние до административного центра поселения — 10 км. 
Расстояние до ближайшей железнодорожной станции (недействующая) Житково — 23 км. 
Посёлок находится на левом берегу реки Пчелинка.

## Демография
| 2007 | 2010 | 2017 | 2021 |
| ---- | ---- | ---- | ---- |
| 5    | ↗61  | ↘18  | ↗60  |

## Улицы
Заповедная, Липовая аллея, Новостроек, Пляжная, Садовая.